# 湘西会战
湘西會戰，雪峰山战役為抗日戰爭後期中國戰場上最後一場由日軍發動進攻的大型戰役。主要作戰時間为1945年4月至6月，戰場位置位於在中國湖南省中西部，日军此战主要目的是争夺芷江空军基地，故又称“芷江攻略戰”。

## 背景
在1944年日军“一号作战”中，國民政府在各地敗退影響的不只是前線防禦，對中美空軍的合作也造成莫大損失。在抗戰期間中國在各地主要城市興建機場，讓空軍得以使用戰術支援陸軍；但一號作戰讓空军在衡阳、零陵、宝庆、桂林、柳州、丹竹（在广西平南县）、南宁等地的7个空军基地和30余个飞机场，相继被日军占领或捣毁。
1945年3月开始的鄂北老河口之战中，那里的机场也被摧毁。这样，芷江机场就成了美国战略空军在华的唯一的前方机场。该机场经扩建，从當地起飞的轰炸机不但沉重地打击了在华的日军战略目标，也直接威胁着台湾一带的日军设施。东京大本营认为，在日军进行抗击美军登陆中国沿海的作战时，从侧背芷江机场起飞的中美空军，将会给日军造成重大伤亡，因此，日军认为必须摧毁这机场。:248
除了摧毀機場的首要目標外，次要目標是保持湘桂鐵路（長沙至南寧）、粵漢鐵路（廣州至武昌）之暢通；再者1945年2月打通中印公路後，每個月近5萬噸的物資輸入中國強化重慶政府的戰鬥能力，在美軍總顧問魏德邁的規劃下這些物資補充中國現有部隊，將重組成30個美械師。國府也因此調整部隊，將當時尚具戰力的部隊整併為第四個方面軍並接受美械補給，當時有第三、第四方面軍在華中接受整補，為应对這批美械部隊造成的戰略壓力，日軍希望以攻擊拖延中國反攻時間而进攻该地区。

## 雙方戰鬥序列
國民革命軍
陸軍總司令部：何應欽（陸軍總司令）
第四方面軍（總司令：王耀武、参谋长：邱维达、副参谋长：罗幸理）

第十八軍（軍長：胡璉）
第11師（師長：楊伯濤）
第18師（師長：覃道善）
第118師（師長：戴樸）
第七十三軍（軍長：韩浚）
第15師（師長：梁祗六）
第77師（師長：唐生海）
第七十四軍（軍長：施中誠、副军长：张灵甫（当时在陆军大学将官班甲级第二期受训））
第51師（師長：周志道）
第57師（師長：李琰）
第58師（師長：蔡仁杰）
第191師（師長：蕭重光）
第196師（師長：曹玉珩）
第一百軍（軍長：李天霞）
第19師（師長：楊蔭）
第63師（師長：徐志勗）
直轄部隊
暫6師（師長：赵季平）
第13師（師長：靳力三）
挺进第六纵队（司令：陈光中）

第三方面军（总司令：汤恩伯）
第二十七集团军（总司令：李玉堂 ）
第二十军
第二十六军（军长：丁治磐 ）
第九十四军（军长：牟廷芳）
第5师（师长：李则芬、副师长：邱行湘）
第44师（师长：蒋修仁）
第121师（师长：朱敬民）
第十集团军（总司令：王敬久）
第九十二军（军长：侯镜如）

总预备队
新六军（军长：廖耀湘）
第14师（师长：龙天武）
新22师（师长：李涛）
日本帝國陸軍
第20軍（軍長：坂西一良）
第116師團（師團長：菱田元四郎）
第47師團（師團長：渡邊洋）
第64师团（师团长：船引正之）
第68师团（师团长：堤三树男）
第34师团（师团长：伴健雄）

## 战斗详程
本次会战，日方由第20軍司令官板西一良中將指揮，中方由陸軍總司令何應欽指揮第三、第四方面軍、第十集團軍防守作戰。
4月初，日军第20军司令官坂西一良中将驻邵阳指挥日军分三路向湘西进发：南路第34師團及第58旅团等由新宁、武冈、武阳向洪江进攻；中路第116師團、第47師團等由邵阳沿邵榆公路西进，突入安江，直取芷江；北路第34师团进攻新化、辰溪、溆浦；另以第64師團、第68師團向宁乡、益阳佯攻，以牵制中国湘北军队南下，企图一举攻下芷江。
4月21日，日军第116师团主力进攻高沙和山门镇，国军第74军57师据守，双方呈胶着状态。同日，日军第116师团第133联队猛攻洞口镇，洞口失陷。同日，“雄鸡行动”开始，印中空运部近百架运输机承担空运新六军的任务，新六军向芷江集结。
4月25日，新六军新第22师的一个团到达芷江，新六军第14师也由美军步兵第475团以军用汽车运到芷江。根據日軍步兵第109聯隊戰鬥詳報，至25日，該步兵聯隊因連日激戰，絕大多數軍官非死即傷，基層官兵亦大量遭國軍擊斃，該聯隊第1大隊僅存步兵125名、第2大隊僅存步兵246名、第3大隊僅存步兵175名，該聯隊死傷絕大多數有生力量（第116師團在1945年1月底有兵力22,055名，以此推測隸屬於第116師團的第109步兵聯隊兵力在本次戰役發起前肯定在4,000名以上），且輕傷者也被計算入僅存兵力內，可見陣亡人數占比極大，可說是遭遇殲滅性打擊。
4月26日3000余日军向绥宁、洞口至洪江的要地武阳进犯，武阳驻军为国军第74军第58师174团9连，与数倍于己之敌（日军第68师团第58旅团一部）苦战4昼夜，全连殉国，武阳陷敌。4月29日国军第44师驰援武阳，与日军对峙。5月4日起国军第94军第5师经3日激战，攻克武阳，歼敌58旅团长以下1,500余人。武阳大捷是湘西会战由被动变为主动，由防御转为反攻的标志，为反攻作战打下了基础。
4月27日，日军第68师团主力猛攻武冈。当地老百姓提供糯米配合三合土建立防线，导致该城的工事极为坚固，国军第74军第58师的一个加强营全力据守一星期直至援军到来。
根據第步兵109聯隊戰鬥詳報，至5月1日，因連日激戰的嚴重耗損，該聯隊第1大隊僅存步兵114名、第2大隊僅存步兵213名、第3大隊僅存步兵84名（輕傷者應包括在內），戰鬥力嚴重低下（第116師團在1945年1月底有兵力22,055名，以此推測隸屬於第116師團的第109步兵聯隊兵力在戰役發起前肯定在4,000名以上，以此可見至5月1日，該聯隊步兵已多數慘遭擊斃）。
5月6日，国军第44师一部击退日军第34师团一部，克复新宁。5月7日，国军第121师与第44师之一部增援武冈，围城日军受重创后逃遁至绥宁一线，武冈城解围。
5月9日，日本中国派遣军下达了中止芷江作战命令。 从5月9日至6月7日，中方反攻。日军转入战略收缩防御阶段。
5月10日，国军第18军第11师猛攻山门。同日，国军第74军第58师在洞口外围与日军116师团激战。
5月11日，新六军在芷江完成集结，近3万名官兵和2千余匹骡马安全抵达，此时战局已趋稳定，因而未参加会战。
5月12日，国军暂6师攻克洞口外围阵地，第四方面军司令官王耀武命令全师休整一天准备发起总攻。同日，日军第116师团接到立即撤退的命令。
5月13日，国军第18军第11师收复山门。第74军对洞口发动总攻，收复洞口后发现日军第116师团大部已向东溃退，74军军长施中诚下令全军追击，芷江机场的中美空军混合团亦有约一个大队的飞机配合追击轰炸日军，但只歼灭了日军留以殿后的一个不满编联队。
5月21日，中国第4方面军指挥部下达了全线追击命令，原据守雪峰山东麓的第74军、第100军发动全线反攻。第11师因先后攻克山门、石下江（湘黔公路节点），封锁日军退路、形成锁匙，希冀协同各方面友军全歼被围日军。
时值国民党六中全会在重庆召开，全体与会人员对湘西战事十分关注，战场形式呈有利态势时中美高阶将领额手相庆，重庆各界亦组织慰劳团携慰劳品准备前往芷江犒军。陆军总司令何应钦为顺应人心、不愿战事拖延影响六中全会情绪，斟酌后决定开放石下江锁匙，放日军一条退路，提前结束湘西会战。第11师师长杨伯涛接到第18军军长胡琏传来的上级命令，将扼守石下江的一个团全部撤离，第11师集中全力向敌侧背攻击。在日军第20军新调的近10个大队的掩护下，日军残部沿公路逃窜至邵阳等地，各方面军全力追击，收复失地，恢复战前态势。
此戰役中，國民革命軍雖然尚未完全換裝美械，但是藉由這些尚未換裝完全部隊的火力，加上中美聯合空軍的空中支援（约400架各式战机），即將日軍阻擋在第一線防衛上，並將日軍打到喪失進攻能力。在作戰後期由原路反攻。在國軍有效的防禦反擊以及中美聯合空軍的支援下，以優勢兵力將四路日軍直接當面擊破。日軍於6月7日退回原出發地，戰役結束。

## 結局
湘西会战的胜利标志着日军中国战场攻势的结束，粉碎了日军攻占芷江机场的企图。同時日本本土陷入更嚴重的戰略打擊，更證明了這場戰役目標設定根本毫無意義。
會戰損失部分，國民革命軍自認傷亡20,660人，其中陣亡7,737人（包含823名軍士官）。至於日軍損失方面較有爭議，日軍的官方戰史一直充斥數字不實的狀況；日本在官方戰史上最初承認1萬1千人傷亡（其中5,000人戰死）。但是後來數字又被調整變成15,000人「因為疾病」傷亡，至於因病傷亡和那11,000人有沒有重疊也是語焉不詳，損失語焉不詳在日軍官方戰史上一直是常態，連帶影響到官史可信度；目前較被接受的說法日軍在整場會戰因各種理由造成了1萬5千人以上傷亡；至於國民政府宣稱的戰果方面也具存疑，中方宣稱斃傷日軍36,358人（其中擊斃12,498人），俘敌247人，缴获大小火炮24门，步枪1,300余支，机枪100挺，战马347匹。由於戰場清理是由國府進行，在擊斃清點與繳獲裝備部分較無爭議，至於擊傷數據明顯有高估，否因此造成病故等狀況這仍需要更進一步史實資料出土才可釐清。日本第一復員局在戰後所編寫的關於湘西會戰之報告當中，給出了可確認之陣亡人數為15,000多人，可確認的受傷人數則為50,000多人這樣的數字，這數字很有可能將其他戰線的日軍死傷算入，也相當有可能是日本第20軍在整個湖南廣西的作戰死傷，亦有極大可能性是該份報告將受傷與染病人數混為一談（即遭國軍擊傷與染病人員共達50,000多人），然而依舊可以看出日軍在湘西會戰作戰傷亡之狀況可謂極為慘烈。
即使只用最低限度檢視，國軍用21,000人的傷亡換取日軍12,000人的損失，在其它戰役中也前所未見，也由此可見日軍1945年在華戰力衰敗，侵華日軍自此才面對現實，逐步收縮戰線，強化在中國沿海城市與重要據點的防禦能力。1945年8月21日，侵华日军代表今井武夫到芷江签订投降书。

## 评价
本次战役，日军雖然看起來會戰目標明確，但自戰略觀點思考卻是邏輯不通的作戰計畫。1944年底以前美軍確實只能依靠中國基地對日本領土與佔領區實施戰略轟炸，但1945年美國已經對菲律賓與太平洋諸島實施反攻，損失一兩個中國機場根本不影響戰爭局勢，同時滇西緬北會戰的成功讓中国政府流入更多美援，還可以把當時駐緬北的戰力轉用，不一定需要靠整編中的部隊作戰，像是新六軍在重慶政府的堅持下便在1945年初空運回中國強化國府戰力；但日軍方面在1944年底太平洋戰線潰退而急轉直下後日本的戰爭目標已經轉向本土防禦，在華部隊許多在一號會戰後兵力尚未補充完成，光是防禦就相當吃力，强行進攻只會加速在華軍力折損，並非上策。
在此消彼長之下，正常思維應該是收縮防線爭取時間強化本土防衛能量。但日本陸軍在這種時候卻缺乏面對現實的決策，仍希望以攻擊來取得更多的優勢，且認為當時戰力足以打垮更換美械後的國府部隊。實際上在日軍內部沙盤推演時參謀便提出警告，甚至提出美軍空運國軍部隊至芷江前線此種作法，但是侵華日軍高層仍選擇性無視許多兵推出現的極端不利狀況並決定發動此次戰役，結果也如兵推一般，日軍從一開始便陷入僵局，到最後全面潰敗。